# Mélanie Couzy
Pour les articles homonymes, voir Couzy.
Mélanie Couzy, née le 19 février 1990 à Romorantin-Lanthenay, est une tireuse sportive française.

## Biographie
Mélanie Couzy est médaillée d'argent en fosse olympique par équipe aux championnats d'Europe de tir 2017 à Bakou, avec Marina Sauzet et Delphine Réau puis remporte la médaille d'or en fosse olympique aux championnats d'Europe de tir plateau 2018 à Leobersdorf.
Elle est médaillée de bronze en fosse olympique par équipe aux championnats d'Europe de tir 2021 à Osijek avec Carole Cormenier et Loémy Recasens.
Mélanie Couzy est gardienne de la paix, en janvier 2023, elle intègre le dispositif Équipe Police Nationale. Elle n'est pas qualifiée pour la finale en fosse olympique des Jeux Olympiques de Paris 2024,.